# 개코
개코(Gaeko, 본명: 김윤성, 1981년 1월 14일 ~ )는 대한민국의 힙합 그룹 다이나믹 듀오의 래퍼이다. 1999년, 클럽 마스터플랜에서 언더그라운드 4인조 힙합 그룹 K.O.D로 활동하였고 같은 해 절정신운 한아 앨범에 여러곡 참여하기도 한다. 2000년에 최자, 개코, 커빈으로 구성된 3인조 힙합 그룹 CB 매스의 1집 앨범《나침반》으로 데뷔하였다. 2003년까지 3집 앨범을 발표하며 활동했으나, 멤버 간의 불화로 팀 해체 후 2004년부터 최자와 함께 2인조 힙합 그룹 다이나믹 듀오를 결성하여 활동 중이다. 2006년 9월, 최자와 함께 음반 기획사 아메바컬쳐를 공동 설립하여, 현재 아메바컬쳐에 소속되어 있다.

## 학력
- 서울신구초등학교 (졸업)
- 신사중학교 (졸업)
- 현대고등학교 (졸업)
- 홍익대학교 세종캠퍼스 광고커뮤니케이션디자인 (학사)

## 음반

### CB MASS (2000년 ~ 2003년)
- 힙합 컴필레이션 앨범 《2000 대한민국》 참여, 〈나침반〉 수록
- 1집 《나침반》 (2000)
- 2집 《Matics》 (2001)
- 3집 《MASSAPPEAL》 (2003)

### 다이나믹 듀오 (2004년 ~ )
- 1집 《Taxi Driver》 (2004)
- 2집 《Double Dynamite》 (2005)
- 영화 《짝패》 O.S.T 참여 - 《도망자》 (Digital Single) (2006)
- 3집 《Enlightened》 (2007)
- 《Lisa Duet Single No.2》 (Digital Single) 참여 (2007)
- 리패키지 《Love is Enlightened》 (Single) (2007)
- 4집 《Last Days》 (2008)
- 싱글 《Ballad for Fallen Soul Part 1》 (2009)
- 5집 《Band Of Dynamic Brothers》 (2009)
- 6집 《DYNAMICDUO 6th DIGILOG 1/2》 (2011)
- 6집《DYNAMICDUO 6th DIGILOG 2/2》 (2012)
- 7집 《LUCKYNUMBERS》 (2013)
- 8집 《Grand Carnival》 (2015)
- 《봉제선》 (Single) (2018)
- 《북향》 (Single) (2018)
- 《BLUE》 (Single) (2019)
- 9집 《OFF DUTY》 (2019)
- 《SOON》 (Single) (2020)

### 솔로 음반 (2013년 ~ )
- 싱글 《GAEKO ATTIC's 1st PIECE》 (2013)
- 1집 《REDINGRAY》 (2014)
- 싱글 《코끼리》 (2017)
- 싱글 《Vacation》 (2018)
- 싱글 《바빠서》 (2020)

### 합작 음반 (2015년 ~ )
- 싱글 《Cheers》 (2015) (얀키와 합동)
- 싱글 《PASS OUT》 (2020) (Nitti Gritti, KAKU와 합동)
- 싱글 《마음이 그래》 (2021) (권진아와 합동)
- 싱글 《도깨비》 (DO Gae Be) (2022) (수퍼비, 이현도와 합동)
- 싱글 《새벽을 믿지 말자》(2022) (다비치와 합동)
- 싱글 《PEP (Feat.정상수)》 (2022) (보이비와 합동)

## 발표곡

### 2002년
- 리쌍(Lee ssang) 2집 - 〈으라차차〉 작사, 랩 참여
- 인세인 디지(Insane Deegie) 1집 - 〈미궁〉 작사, 랩 참여
- Lyn 1집 - 〈new day〉 작사, 랩 참여
- T(윤미래) 3집 - 〈삶의 향기〉 프로듀싱, 작사, 랩 참여
- T(윤미래) 힙합 프로젝트 앨범 - 〈Me we〉 프로듀싱, 랩 참여, 〈rainy day〉 작사, 랩 참여

### 2003년
- CBMASS 3집 《MASSAPPEAL》 - 앨범 프로듀서, 전곡 프로듀싱 및 작사 참여
- 프로젝트 X - 〈삶의 고통〉 작사, 랩 참여
- 브라운아이드 소울(Brown eyed soul) 1집 - 〈Candy〉 프로듀싱, 작사, 랩 참여
- 에픽하이(Epik High) 1집 - 앨범 공동 프로듀서
  - 〈I remember〉, 〈go〉, 〈그녀가 불쌍해〉 프로듀싱, 〈하늘에게 물어봐〉 작사, 랩 참여, 프로듀싱
- 은지원 3집 -〈미카사로〉 프로듀싱, 작사
- 아소토 유니온(ASOTO UNION) 1집 - 〈Mad Funk Camp All Starz〉 작사, 랩 참여
- 한충완 재발매 앨범 - 〈우리는 하나〉 작사, 랩 참여
- Dj-Honda 3집 (한구 발매반) - 〈nu joint〉 작사, 랩 참여

### 2004년
- Dynamic Duo 1집 《Taxi driver》 - 앨범프로듀서, 전곡 프로듀싱 및 작사
- 디기리 1집 - 〈0영역의 배틀〉 작사, 랩 참여
- Lisa 1집 〈Tonight〉 작사, 랩 참여
- 드렁큰 타이거(Drunken Tiger) 5집 - 〈고집쟁이〉 프로듀싱, 작사, 랩 참여
  - 〈내인생의 반에반〉 프로듀싱
- 에픽하이(Epik High) 2집 -〈OPEN M.I.C〉 작사, 랩 참여
- 바비킴(Bobby Kim) 2집 -〈나같은 남자〉 프로듀싱
  - 〈I'm still here〉 작사, 랩 참여
- Double K(더블 케이) 1집 - 〈눈을 뜨면〉 프로듀싱, 작사, 랩 참여
- 데프콘(Defconn) 2집 -〈두근두근 레이싱〉 작사, 랩 참여
- G-fla(지플라) 1집 - 〈사랑을 하고싶어〉 프로듀싱, 작사, 랩 참여

### 2005년
- Dynamic Duo 2집 《Double dynamite》 - 앨범 프로듀서, 전곡 프로듀싱 및 작사
- 나얼 리메이크 - 〈sad Café〉,〈주 여호아는 광대하시도다〉 작사, 랩 참여
- 은지원 4집 - 〈One〉 프로듀싱, 작사, 랩 참여
  - 〈물음표〉 프로듀싱, 작사
- 드렁큰 타이거(Drunken Tiger) 6집 - 〈죽지 않는 영혼〉 프로듀싱
  - 〈소외된 모두 왼발을 한보 앞으로〉 랩 참여
- 부가킹즈(Buga Kingz) 1집 - 〈나〉 프로듀싱, 작사, 랩 참여
- 리쌍(Lee ssang) 3집 - 〈화가〉, 작사, 랩 참여

### 2006년
- 2006년 독일 월드컵 공식응원가 수록곡 〈일어나라 한국〉 작사, 랩 참여
- 영화 “짝패” OST 〈도망자〉공동 프로듀싱, 작사, 랩 참여
- 드라마 “불량가족” OST 〈날 닮은 그대〉 프로듀싱, 작사, 랩 참여
- Tbny 1집 - 〈차렷〉 작사, 랩 참여
  - 〈양면성〉 프로듀싱
- All Black(올 블랙) 싱글 앨범 《holiday》 프로듀싱, 노래 참여
- 싸이 4집 - 〈죽은 시인의 사회〉 프로듀싱, 작사, 랩 참여
- 015B 7집 - 〈너 말이야〉 작사, 랩 참여
- 비 4집 - 〈him & me〉 작사, 랩 참여
- 헤리티지 1집 - 〈믿음의 유산(never come down)〉 프로듀싱, 작사, 랩, 노래참여
- Primary skool 1집 〈작업의 정석〉 작사, 랩 참여

### 2007년
- Dynamic Duo 3집 《Enlightened》 - 앨범 프로듀서, 전곡 프로듀싱 및 작사
- 《Lisa Duet Single No.2 (Digital Single)》 참여
- Dynamic Duo 《Heartbreaker](Single)》 - 앨범 프로듀서, 프로듀싱 및 작사
- Verbal Jint EP앨범 《Favorite》 - <Favorite> 랩 참여

### 2008년
- Dynamic Duo 4집 《Last Days》 - 앨범 프로듀서, 전곡 프로듀싱 및 작사

### 2009년
- Dynamic Duo 5집 Band Of Dynamic Brothers - 앨범 프로듀서, 전곡 프로듀싱 및 작사
- 플래닛 쉬버 싱글 Momentum - Momentem (Original, Da Planet Shiva Mix) 노래 참여
- 드렁큰 타이거 8집 Feel gHood Muzik : The 8th Wonder - Die Legend 2
- L.E.O 2집 검은띠 - 오직 하나 뿐인 그대 청룡열차 작사 및 프로듀싱 참여
- P'Skool 2집 Daily Apartment - Depart 노래 및 작사 참여

### 2011년
- 리쌍 7집 AsuRa BalBalTa - Serenade

## 음반 외 활동

### 예능
- 2014년 KBS2 《인간의 조건》
- 2015년 MBC 《미스터리 음악쇼 복면가왕》 - 저 양반 인삼이구먼
- 2017년 MBC 《무한도전》 - 위대한 유산
- 2017년 Mnet 《Show Me The Money 6》
- 2018년 KBS2 《1%의 우정》
- 2018년 Mnet 《Show Me The Money 777》 - 나플라 WU + SUNBBANG 피처링
- 2018년 ~ 2021년 유튜브 《최자로드》
- 2019년 Mnet 《Show Me The Money 8》 - 방청객 및 특별 심사 위원
- 2020년 Mnet 《Show Me The Money 9》
- 2021년 Mnet 《Show Me The Money 10》 - 심사위원 겸 프로듀서 / 조광일 가리온 피처링 / +82 프로듀싱
- 2021년 tvN 《놀라운 토요일》 게스트 (177회)
- 2023년 KBS2 《No Money No Art》
- 2023년 KBS2 《노머니 노아트》
- 2025년 유튜브 《집대성》

## 수상 내역
- 2004년 대한민국 영상대상 뮤직비디오부문 우수상 수상
- 2006년 SBS 가요대전 힙합부문 수상
- 2006년 제3회 한국대중음악상 최우수 힙합 앨범상수상
- 2007년 제22회 골든디스크상 시상식 힙합상 수상

### 가요 프로그램 1위
| 연도            | 수상 내역 (총 1회)                                            |
| --------------- | ------------------------------------------------------------- |
| 2014년 (총 1회) | - 화장 지웠어 (총 1회) - 10월 23일 M.net 《엠카운트다운》 1위 |